# AC Sparta Praha/Saison 2012
Dieser Artikel listet Erfolge und Fahrer des Radsportteams AC Sparta Praha in der Saison 2012 auf. Die Mannschaft belegte in der UCI Europe Tour 2012 Rang 104.

## Zugänge – Abgänge
| Zugänge           | Team 2011              | Abgänge                    | Team 2012          |
| ----------------- | ---------------------- | -------------------------- | ------------------ |
| Ondřej Pávek      | AC Sparta Praha (2010) | Roman Broniš               | Dukla Trenčín Trek |
| Jan Klabouch      | Neoprofi               | Ladislav Fabisovský        | Unbekannt          |
| Athanasios Markos | Neoprofi               | Václav Hlaváč              | Unbekannt          |
| Daniel Vejmelka   | Neoprofi               | Benjamin Minow             | Unbekannt          |
| Václav Viktorin   | Neoprofi               | Michal Rubáš               | Unbekannt          |
|                   |                        | Tomáš Hrubý (bis 31. Juli) | Unbekannt          |

## Mannschaft
| Name              | Geburtstag         | Nationalität |
| ----------------- | ------------------ | ------------ |
| Jiří Doležal      | 29. Dezember 1992  | Tschechien   |
| Tomáš Holub       | 25. September 1990 | Tschechien   |
| Martin Hunal      | 8. September 1989  | Tschechien   |
| Jan Klabouch      | 23. Januar 1990    | Tschechien   |
| Rostislav Krotký  | 19. Oktober 1976   | Tschechien   |
| Athanasios Markos | 30. März 1993      | Tschechien   |
| Jiří Nesveda      | 14. Mai 1985       | Tschechien   |
| Tomáš Okrouhlický | 4. November 1985   | Tschechien   |
| Ondřej Pávek      | 23. September 1980 | Tschechien   |
| Daniel Vejmelka   | 2. Mai 1986        | Tschechien   |
| Václav Viktorin   | 11. August 1989    | Tschechien   |